# Spelocteniza
Spelocteniza és un gènere d'aranyes migalomorfes de la família dels microstigmàtids (Microstigmatidae). Fou descrita per primer cop el 1982 per Gertsch.
L'any 2017, en el World Spider Catalog, només hi ha reconeguda una espècie: Spelocteniza ashmolei. Es troba a Equador.